# Can't Be Tamed (singolo)
Can't Be Tamed è un singolo della cantante statunitense Miley Cyrus, pubblicato il 16 febbraio 2010 come primo estratto dal suo terzo album, intitolato anch'esso Can't Be Tamed. Scritto principalmente dalla Cyrus, è stato pubblicato il 3 maggio 2010, giorno stesso in cui la cantante ha eseguito la canzone live all'edizione americana di Ballando con le stelle. Il brano, dalle forti sonorità electropop, esprime la voglia di evasione e di libertà della cantante, denotando la sua voglia di indipendenza.
Il brano ha debuttato all'ottava posizione della classifica americana e alla quarta in quella dei download, vendendo 191 000 copie nella sua prima settimana solo negli Stati Uniti. Ha riscosso un buon successo anche in Irlanda e nella Nuova Zelanda dove è salita fino alla quinta posizione.

## Video
Il video del brano, diretto da Robert Hales, mostra Miley in un museo con dei ballerini. La cantante è intrappolata in una gabbia, ma riesce a scappare: la fuga dalla gabbia rappresenta la libertà e la voglia di evasione di cui la cantante parla anche nel testo. È stato filmato tra il 10 e l'11 aprile a Culver City, in California ed è stato pubblicato il 4 maggio 2010.

## Critica
I critici hanno espresso buoni commenti su Can't Be Tamed. Leah Greenblatt di Entertainment Weekly ha considerato che la canzone «non era un brutto affare per le stazioni radiofoniche, ma le strapiene top ten di fine anno agiscono espressamente secondo una politica di selezioni», ma ha anche riconosciuto la mancanza di «emozioni forti» e l'ha paragonata a Not Myself Tonight, controverso brano di Christina Aguilera (2010). Greenblatt ha inoltre giudicato ridicola la rima delle frasi "I'm not here to sell ya' / Or tell you to go to hell". Jarett Wieselman dal New York Post ha affermato che se non avesse acquistato Party in the U.S.A., non "sarebbe stato capace" di non acquistare Can't Be Tamed.

## Tracce
Download digitale/CD singolo
1. Can't Be Tamed – 2:48

CD singolo/Download digitale con due tracce (Australia ed Europa)
1. Can't Be Tamed – 2:48
2. Can't Be Tamed (Wideboys Stadium Radio Remix) – 2:47

CD singolo maxi
1. Can't Be Tamed – 2:48
2. Can't Be Tamed (Wideboys Stadium Radio Remix) – 2:47
3. Can't Be Tamed (Video) – 3:50

## Classifiche

### Classifiche settimanali
| Classifica (2010) | Posizione massima |
| ----------------- | ----------------- |
| Australia         | 14                |
| Austria           | 21                |
| Belgio (Fiandre)  | 39                |
| Belgio (Vallonia) | 40                |
| Canada            | 6                 |
| Francia           | 15                |
| Germania          | 29                |
| Irlanda           | 5                 |
| Norvegia          | 15                |
| Nuova Zelanda     | 5                 |
| Paesi Bassi       | 82                |
| Regno Unito       | 13                |
| Spagna            | 14                |
| Stati Uniti       | 8                 |
| Svezia            | 42                |
| Svizzera          | 53                |

### Classifiche di fine anno
| Classifica (2010) | Posizione |
| ----------------- | --------- |
| Canada            | 92        |
| Francia           | 86        |